# Italexit (politická strana)
Italexit, celým názvem Žádná Evropa pro Itálii – Italexit s Paragonem (italsky No Europa per l'Italia – Italexit con Paragone), je italská tvrdě euroskeptická politická strana. Jejím zakladatelem a lídrem je Gianluigi Paragone, italský senátor, bývalá televizní osobnost, který se inspiroval britskou politickou stranou Brexit Party, vedenou Nigelem Faragem. Cílem strany je vyvedení Itálie z Evropské unie. Strana má čtyři zástupce v italském Senátu.

## Historie
V lednu 2020 byl Gianluigi Paragone, bývalý novinář, známý pro své euroskeptické postoje, vyloučen z Hnutí pěti hvězd pro svou opozici vůči vládě s středolevicovou Demokratickou stranou.
V následujících měsících se začalo spekulovat o možnosti vytvoření nového hnutí, které by vedl sám Paragone. V červenci 2020 pak Paragone skutečně svou novou stranu založil.

## Seznam lídrů
- Gianluigi Paragone (2020–dosud)